# James Buchanan
James Buchanan jr. (Mercersburg, Pennsylvania, 23 april 1791 – Lancaster, Pennsylvania, 1 juni 1868) was de 15e president van de Verenigde Staten van 1857 tot 1861.
Hij was (en is tot heden) in de lijst van presidenten van de Verenigde Staten de enige vrijgezelle president.
In het kabinet van president James Knox Polk was hij minister van Buitenlandse Zaken in de periode van 1845 tot 1849. Hij regelde de geschillen met Engeland over Oregon en trachtte Cuba van Spanje te kopen. Hij is bekritiseerd vanwege het gemis van positieve acties om te voorkomen dat het land weg zou glijden in een neerwaartse spiraal, die uiteindelijk resulteerde in de Amerikaanse Burgeroorlog.
Buchanan overleed in 1868 op 77-jarige leeftijd.

## Levensloop
Buchanan was de zoon van Ierse immigranten. Hij studeerde rechten en ging daarna aan de slag als advocaat. Buchanan was een overtuigd federalist en aanvankelijk tegen de Oorlog van 1812 omdat hij de noodzaak er niet van in zag. Toen Groot-Brittannië het nabijgelegen Maryland binnenviel nam hij toch dienst en hielp de stad Baltimore te verdedigen.
Zijn politieke carrière begon in 1814 in het Huis van Afgevaardigden van de staat Pennsylvania. Daarin had hij twee jaar zitting namens de Federalistische Partij totdat hij gekozen werd in het Amerikaanse Huis van Afgevaardigden. Na vier termijnen stelde hij zich niet meer verkiesbaar. President Andrew Jackson benoemde hem in 1832 als Amerikaans ambassadeur in Rusland. Een jaar later was hij weer terug in de Verenigde Staten en stelde zich verkiesbaar voor de Senaat. Omdat de Federalistische Partij op haar laatste benen liep maakte Buchanan de overstap naar de nieuw gevormde Democratische Partij.
De Senaat verliet Buchanan in 1845 om onder president James Polk minister van Buitenlandse Zaken te worden. Polk had graag gezien dat Buchanan zitting zou nemen in het Hooggerechtshof, maar die voordracht wees hij af omdat hij de onderhandelingen met Groot-Brittannië over het precieze verloop van grens tussen de staat Oregon en Canada wilde afmaken. Die onderhandelingen mondde een jaar later uit in het Verdrag van Oregon. Buchanan diende vier jaar als minister van Buitenlandse Zaken, ondanks bezwaren van vicepresident George Dallas.
Onder president Franklin Pierce was hij van 1853 tot 1856 ambassadeur in Groot-Brittannië. Hij was betrokken bij het opstellen van het beruchte Oostendemanifest. Dit document beschreef de beweegredenen van de Verenigde Staten om Cuba van Spanje over te kopen en maakte duidelijk dat de Verenigde Staten de oorlog zouden afkondigen indien Spanje dit zou weigeren. Het manifest werd vrij algemeen gezien als een blunder en beperkte de regering van Pierce in haar functioneren.

## President
De Democratische Partij wees Buchanan in 1856 aan als hun kandidaat voor het presidentschap. Tijdens de verhitte discussie over de Kansas-Nebraska Act was hij namelijk in Engeland en was daarom neutraal gebleven in de discussie. De Democraat versloeg de Republikeinse kandidaat John C. Fremont. Met de leeftijd van 65 jaar is hij de op vier na oudste persoon die ooit als president van de VS is gekozen. Vanwege zijn leeftijd liet hij in zijn inaugurele rede weten geen tweede termijn te ambiëren.
Op het moment dat Buchanan aantrad als president domineerde de discussie rondom slavernij de landelijke politiek. De Kansas-Nebraska Act voorzag in de organisatie van de territoria Kansas en Nebraska. De inwoners van de nieuw gevormde territoria zouden zelf mogen kiezen of de slavernij wel of niet werd ingevoerd. Ook herriep de wet het zorgvuldig bereikte Missouri-compromis uit 1820 dat ervoor had gezorgd dat het aantal staten waar slavernij wel en niet was toegestaan in evenwicht bleef.
De tegenstanders van de slavernij, de zogeheten abolitionisten, riepen Topeka uit als de hoofdstad van Kansas, terwijl voorstanders Lecompton uitriep als nieuwe regeringszetel. Buchanan benoemde Robert J. Walker als territoriaal gouverneur en gaf hem de opdracht een einde te maken aan het conflict en een nieuwe grondwet op te stellen. Kansas had een eigen grondwet nodig om als staat toegelaten te worden tot de Verenigde Staten. Van Walker, die afkomstig was uit Mississippi werd aangenomen dat hij de pro-slavernijfractie zou steunen om hun versie van de grondwet aangenomen te krijgen. Hun concept werd inderdaad in een referendum ter instemming aan de bevolking van Kansas voorgelegd, maar de abolitionistische beweging boycotte het referendum. Walker legde vervolgens zijn functie neer. Toch probeerde president Buchanan het Amerikaanse Congres zover te krijgen Kansas toe te laten tot de Unie op basis van de "Lecompton-grondwet". Het Huis van Afgevaardigden stemde inderdaad in met de toelating, maar het voorstel werd afgewezen door de Senaat.
Drijvende kracht achter die afwijzing was senator Stephen Douglas, leider van de noordelijke Democraten. De strijd rondom Kansas verbreedde zich tot een strijd om het leiderschap binnen de Democratische Partij. Buchanan kon rekenen op de steun van een groot aantal zuidelijke Democraten, terwijl Douglas de meeste noordelijke Democraten en een aantal "Southeners" achter zich had staan. Buchanan ontdeed zich in Washington D.C. en Illinois, de thuisstaat van Douglas, in de periode daarna van een groot aantal van zijn tegenstanders. Douglas' termijn liep af in 1859 en Buchanan deed er alles aan om te voorkomen dat hij herkozen werd. Die opzet mislukte. Bij deze verkiezingen verloor de president een groot deel van zijn aanhang in het Congres en was de rest van zijn regeertermijn vleugellam.
Buchanan ontving in maart 1857 tegenstrijdige berichten dat in het territorium Utah de federale rechters door Mormonen uit hun ambt waren gezet. De regering van zijn voorganger president Pierce had geweigerd Utah als staat te erkennen. De wildste geruchten deden de ronde. Zo zouden de Mormonen openlijk in opstand zijn gekomen tegen de Verenigde Staten. Buchanan stuurde het leger om de gouverneur Brigham Young te vervangen door de niet-Mormoon Alfred Cumming. Doordat de vorige regering het postcontract aangaande Utah had opgezegd, ontving Young nooit het bericht over zijn vervanging. Hij verzette zich daarom gewapenderhand. Pas nadat Buchanan een bemiddelaar had gestuurd, stapte Young op en werd de vrede getekend.
De Republikeinse Partij behaalde een meerderheid in beide huizen bij de Congresverkiezingen. Zij blokkeerden een groot aantal van Buchanans voorstellen, waaronder de aankoop van Cuba en plannen die moesten leiden tot meer invloed in Centraal-Amerika. Op zijn beurt sprak hij een presidentieel veto uit over zes door de Republikeinen aangenomen wetten. In maart 1860 riep het Huis van Afgevaardigden een commissie in het leven om onderzoek naar een aantal overtreding te doen op basis waarvan Buchanan afgezet zou kunnen worden, zoals omkoping en chantage. Hoewel er aanwijzingen waren, kon de commissie de verdenkingen niet hard maken.
Tijdens de Nationale Conventie van de Democratische Partij in 1860 kwam het tot een scheuring. Tijdens de conventie moesten de Democraten een presidentskandidaat aanwijzen. De zuidelijke vleugel van de partij verliet de conventie en nomineerde de zittende vicepresident John Breckinridge als haar kandidaat. Zijn tegenstanders nomineerden diens aartsvijand Stephen Douglas, terwijl een andere factie de voormalige voorzitter van het Huis van Afgevaardigden John Bell naar voren schoven. Hij nam geen standpunt in ten aanzien van de slavernij en zijn belangrijkste doel was de Unie te redden. Buchanan steunde Breckinridge. Toen de Republikeinen Abraham Lincoln als hun kandidaat naar voren schoven, was het bijna zeker dat hij gekozen zou worden vanwege de verdeeldheid binnen de Democratische Partij.
Generaal en hoofd van het leger Winfield Scott waarschuwde Buchanan al in oktober 1860 dat een verkiezing van Lincoln bijna zeker zou leiden tot de afsplitsing van minimaal zeven staten. Scott raadde aan een groot deel van het federale leger te verplaatsen naar deze staten. Buchanan negeerde het advies. Toen Lincoln inderdaad werd gekozen nam de roep om afscheiding in de zuidelijke staten toe. In zijn laatste toespraak voor het Congres zei Buchanan dat het wettelijk gezien niet mogelijk was om uit de Unie te stappen, maar dat de federale overheid dit ook niet kon voorkomen. Hij legde de schuld van het conflict volledig bij de noorderlingen die de slavernij in het zuiden wilden afschaffen. Zijn rede werd zowel bekritiseerd door het Zuiden als het Noorden, omdat hij afsplitsing verbood, maar er tegelijkertijd niet tegen wilde optreden. Vijf dagen na de toespraak stapte minister van Financiën Howell Cobb op omdat hij niet langer achter de president stond.
South Carolina splitste zich op 20 december 1860 af, gevolgd door zes andere slavenstaten. In februari 1861 riepen zij de Geconfedereerde Staten van Amerika uit. Zij legden beslag op de federale overheidsgebouwen op hun grondgebied en Buchanan trad daar niet tegen op. Eind december 1860 verving Buchanan een aantal ministers in zijn kabinet die sympathiseerden met de Geconfedereerde Staten en verving hen voor een aantal nationalisten die geloofden in de eenheid van de Verenigde Staten.

## Persoonlijk leven en dood
Het persoonlijke leven van Buchanan wordt gekenmerkt door de afwezigheid van een vrouw. Hij was hiermee dus de enige president van de VS die vrijgezel was. Dit gegeven heeft gezorgd voor verhoogde historische interesse in zijn leven. Er zijn historici die de afwezigheid van een vrouw in zijn leven toeschrijven aan een celibataire levensstijl, of de mogelijkheid dat Buchanan aseksueel was. Veel meer historici geloven echter dat het goed mogelijk is dat Buchanan homoseksueel was.
In 1818 ontmoette Buchanan Anne Caroline Coleman. In 1819 waren de twee verloofd, hoewel ze elkaar weinig zagen. Buchanan was druk met zijn advocatenkantoor en kon niet veel bij haar zijn. Coleman brak hun verloving af en stierf een paar weken later op 9 december 1819. Buchanan schreef naar haar vader om toestemming te vragen om de begrafenis bij te wonen. Zijn verzoek werd echter geweigerd. Na haar dood heeft hij nooit meer een relatie gehad met een vrouw en tevens weinig interesse getoond in vrouwen.
Buchanan had een intieme persoonlijke relatie met William Rufus King, een politicus uit Alabama die even als vice-president had gefunctioneerd onder Franklin Pierce. Ze woonden jarenlang samen en spraken elkaar dus veel. Anderen merkten hun intimiteiten ook op en er braken veel roddels los over hun mogelijke seksuele verhouding. In 1853 stierf King aan tuberculose, vier jaar voor het presidentschap van Buchanan.
In mei 1868 werd Buchanan verkouden. De ziekte verergerde snel, door zijn hoge leeftijd en op 1 juni 1868 stierf hij. Hij werd 77 jaar oud.

## Kabinetsleden onder Buchanan
| Kabinetsleden  | Ministerie         | Periode     | Bijzonderheden                   |
| -------------- | ------------------ | ----------- | -------------------------------- |
| Louis Cass     | Buitenlandse Zaken | 1857 - 1860 |                                  |
| Jacob Thompson | Binnenlandse Zaken | 1857 - 1861 |                                  |
| John Floyd     | Oorlog             | 1857 - 1860 |                                  |
| Howell Cobb    | Financiën          | 1857 - 1860 |                                  |
| Jeremiah Black | Justitie           | 1857 - 1860 |                                  |
|                | Buitenlandse Zaken | 1860 - 1861 |                                  |
| Isaac Toucey   | Marine             | 1857 - 1861 | Minister van Justitie onder Polk |
| Aaron Brown    | Posterijen         | 1857 - 1859 |                                  |
| Joseph Holt    | Posterijen         | 1859 - 1861 |                                  |
|                | Oorlog             | 1861        |                                  |
| Philip Thomas  | Financiën          | 1860 - 1861 |                                  |
| Edwin Stanton  | Justitie           | 1860 - 1861 |                                  |
| John Dix       | Financiën          | 1861        |                                  |
| Horatio King   | Posterijen         | 1861        |                                  |

Washington ·
J. Adams ·
Jefferson ·
Madison ·
Monroe ·
J.Q. Adams ·
Jackson ·
Van Buren ·
W.H. Harrison ·
Tyler ·
Polk ·
Taylor ·
Fillmore ·
Pierce ·
Buchanan ·
Lincoln ·
A. Johnson ·
Grant ·
Hayes ·
Garfield ·
Arthur ·
Cleveland ·
B. Harrison ·
Cleveland ·
McKinley ·
T. Roosevelt ·
Taft ·
Wilson ·
Harding ·
Coolidge ·
Hoover ·
F.D. Roosevelt ·
Truman ·
Eisenhower ·
Kennedy ·
L.B. Johnson ·
Nixon ·
Ford ·
Carter ·
Reagan ·
G.H.W. Bush ·
Clinton ·
G.W. Bush ·
Obama ·
Trump · 
Biden ·
Trump
Jefferson ·
Randolph ·
Pickering ·
Marshall ·
Madison ·
Smith ·
Monroe ·
Adams ·
Clay ·
Van Buren ·
Livingston ·
McLane ·
Forsyth ·
Webster ·
Upshur ·
Calhoun ·
Buchanan ·
Clayton ·
Webster ·
Everett ·
Marcy ·
Cass ·
Black ·
Seward ·
Washburne ·
Fish ·
Evarts ·
Blaine ·
Frelinghuysen ·
Bayard ·
Blaine ·
Foster ·
Gresham ·
Olney ·
Sherman ·
Day ·
Hay ·
Root ·
Bacon ·
Knox ·
Bryan ·
Lansing ·
Colby ·
Hughes ·
Kellogg ·
Stimson ·
Hull ·
Stettinius ·
Byrnes ·
Marshall ·
Acheson ·
Dulles ·
Herter ·
Rusk ·
Rogers ·
Kissinger ·
Vance ·
Muskie ·
Haig ·
Shultz ·
Baker ·
Eagleburger ·
Christopher ·
Albright ·
Powell ·
Rice ·
Clinton ·
Kerry ·
Tillerson ·
Pompeo ·
Blinken
- Bibliothèque nationale de France: cb119512507 (data)
- Catàleg d'autoritats de noms i títols de Catalunya: 981058511328706706
- CiNii: DA04285605
- Gemeinsame Normdatei: 11866784X
- International Standard Name Identifier: 0000 0000 8243 382X
- Library of Congress Control Number: n78095586
- MusicBrainz: 0f240446-d988-431c-b5fb-0372127ac6b2
- National Archives and Records Administration: 10582993
- Nationale Bibliotheek van Tsjechië: jo2015860023
- Nationale bibliotheek van Australië: 35023308
- Nationale Bibliotheek van Israël: 987007301873905171
- Nationale Bibliotheek van Polen: a0000001246329
- Nederlandse Thesaurus van Auteursnamen: 070356149
- LIBRIS: 180024
- SNAC: w6rw1bnn
- Système universitaire de documentation: 115988238
- Trove: 797274
- Union List of Artist Names: 500126241
- Biographical Directory of the United States Congress: B001005
- Virtual International Authority File: 59878120
- WorldCat: E39PBJfh9fWHgVm33dDR43dqQq